# Lucrezia de’ Medici
Lucrezia Maria Romola de’ Medici (1470. augusztus 4. – 1553. november 10. és 15. között) egy olasz nemes asszony, Lorenzo de’ Medici és Clarice Orsini  idősebbik gyermeke , valamint Maria Salviati és Giovanni Salviati  édesanyja. Vélhetően az ő arcképe (újszülöttként) ihlette Sandro Botticellit a gyermek Jézus ábrázolásában Madonna gyermekével és angyalokkal (Madonna del Magnificat) című festményén.

## Élete
1488 februárjában feleségül ment Jacopo Salviatihoz . Hozománya 2000 forint volt. Amikor a testvéreit száműzték Firenzéből nehéz helyzetbe került, mivel Jacopo az új uralkodókat támogatta. 1497 augusztusában 3000 dukáttal támogatta a testvére, Piero hatalomra való visszatérésének tervét. Amikor ez meghiúsult, akkor az összeesküvésben résztvevő férfiakat kivégezték, de Francesco Valori, Firenze vezetője nem vette fontolóra, hogy nőket is bántson. Lucrezia tovább munkálkodott azon, hogy a Medici-családot fenntartsa. Beleértve alkudozásait az unokahúga, Clarice de’Medici(1493-1528) és fiatalabb Filippo Strozzi házasságának létrehozásában, az idősebb firenzei vezetők ellenzésével szemben. Amikor a testvére, Giuliano visszatért Firenzébe 1512-ben lánytestvéreinek tanácsait kérte abban, hogy hogyan tudná átrendezni a kormány felépítését.
1513 márciusában öccse, X. Leó vált pápává és a mediciek Firenzében ezt megünnepelték. Lucrezia és testvérei ajándékokat és pénzt osztogattak a családi palota előtt összegyűlt tömegnek. 1514-re Leó pápa annyira kiürítette a vatikáni kincstárakat, hogy a pápai tiarát zálogba adta Lucreziának és férjének. Lucrezia nyilvános viszályban állt sógornőjével, Alfonsina Orsinivel, aki azon munkálkodott, hogy fiát, Lorenzot hadvezérré és később gróffá kiáltsák. Lucrezia és férje inkabb a csoportos vezetést részesítette előnyben. Leó pápa Lucrezia fiát, Giovannit kinevezte bíborosnak 1517-ben. Lucrezia vezette ennek háztartását és irodáját 1524-től egészen addig amíg Giovanni pápai legátusban volt. Ezt a befolyását Lurezia arra használta, hogy a Medici ügyeket támogassa Rómában. Lucrezia Leó pápával volt ennek halála idején.
1527-ben, amikor a Mediciek újra száműzetésbe kerültek, Jacopo fogságba került V. Károly német-római császár udvarában, Lucrezia unokatestvérével, VII. Kelemen pápával. Lucrezia azon munkálkodott, hogy váltságdíj ellenében elengedjék férjét. Ő és férje ellenkezett Kelemen pápa döntésével, hogy unokahúgukat, Medici Katalint feleségül adják II. Henrik francia királyhoz, azt vallva, hogy egy ilyen fontos Medici utód Olaszországban kellene házasodjon.
Jacopo 1533-ban meghalt. Lucrezia túlélte férjét 20 évvel. Lucrezia halálának pontos idejét nem tudjuk, de becsült dátuma 1553. november 10 és 15-e. Ő 83 évet élt.

## Mecénás
1520-ban X. Leó pápa Lucrezia segítségét kérte a firenzei kolostorok építésében. Ő fizette a San Giorgio kolostor kiadásainak nagy részét, megalapozva az új hálótermeket, klastromokat és műhelyeket. További kápolnákat építtetett 1530-ban Róméban. Ő és Giovanni később együtt fizették a Római kápolnát, amelyik a családi pihenő helyként is szolgált. 1520 novemberében Filippo Nerlivel és Niccolò Machiavellivel levelezett arról, hogy kiadjanak egy életrajzot Nagy Sándorról. Ő pártfogolta a Girolamo Benivienit. Ők kérték X. Leó pápa segítségét Dante Alighieri testének hazahozatalát Firenzébe.

## Gyermekei
- Salviatitól 10 gyermeke született, akik jelentős szerepet játszottak a Reneszánsz Európa történetébe:
- Giovanni Salviati bíboros (Firenze, 1490 – Ravenna, 1553)
- Lorenzo Salviati (Firenze, 1492 – Ferrara, 1539), szenátor és mecénás
- Piero Salviati, patricius
- Elena Salviati (Firenze, kb. 1495 – Genova, 1552), férjhez ment Pallavicino Pallavicino  márkihoz, majd ezt követően feleségül ment Iacopo V Appianihoz Appianiban
- Baptist Salviati (1498–1524)
- Maria Salviati (1499–1543), férjhez ment Giovanni dalle Bande Nerehez. Ez a házasság egyesítette a Medici család fő ágát és a Popolano ágat. A fia, Cosimot kinevezték Firenze vezetőjének Alessandro de’ Medici gróf halála után.
- Luisa Salviati, férjhez ment Sigismund de Luna és Peraltahoz
- Francesca Salviati, férjhez ment Piero Gualterottihoz és 1533-ban Ottaviano de' Medicihez, valamint ő volt az édesanyja XI. Leó pápának
- Bernardo Salviati (Firenze, 1505/1508 - Róma, 1568) lovag volt a Jeruzsálemi St. János lovagrendben; Medici Katalint szolgálta Franciaországban, 1561-től bíboros